# Azhdarcho
Azhdarcho es un género de pterosaurios pterodactiloides que vivieron a partir de la última etapa del Cretácico, el Turoniense-Coniaciense superior, hace aproximadamente 89 millones de años, en lo que hoy es Uzbekistán. Se conoce solo por restos fragmentarios de distintivas vértebras del cuello, alargadas, que caracterizan a los miembros de su familia, los azdárquidos (Azhdarchidae), que también incluyen pterosaurios gigantescos como Quetzalcoatlus, Hatzegopteryx  o Bakonydraco.
El nombre Azhdarcho viene de la palabra uzbeka azhdarkho, el nombre de un dragón en la mitología uzbeka. El nombre específico Azhdarcho lancicollis proviene de las palabras latinas lancea (lanza) y collum (cuello). El nombre completo significa "dragón cuello de lanza".

## Historia
Los restos fósiles de Azhdarcho fueron recuperados del desierto Kyzyl Kum (en la unidad Taykarshinskaya de la formación Bissekty) por Lev A. Nesov durante las expediciones a Asia Central en 1974-1981. El espécimen tipo, dándole el número de catálogo TsNIGRmuzey 1/11915, consistiendo de una vértebra anterior del cuello. Doce paratipos fueron referidos, incluyendo varis otras vértebras del cuello, elementos del ala y la pierna, y piezas de la mandíbula. Estos especímenes, junto con otros fósies de vertebrados recolectados durante las expediciones, fueron depositados en el Museo Central de Exploración Geológica F.N. Chernyshev en San Petersburgo.
En su descripción del espécimen tipo de Azhdarcho lancicollis, Nesov notó sus distintivas vértebras del cuello, que son extremadamente alargadas y redondeadas en la sección transversal de la mitad de las mismas. El señaló características similares en varios otros pterosaurios, y las usó para erigir una nueva subfamilia, Azhdarchinae, dentro de la familia Pteranodontidae. Nesov también refirió Quetzalcoatlus y Arambourgiania (entonces conocido como Titanopteryx) a esta subfamilia, la cual fue posteriormente reclasificada como la familia Azhdarchidae. Él también sugirió que huesos similares de pterosaurios de delgadas paredes de la formación Lance de Wyoming podían ser asignadas a una especie de Azhdarcho, usando esto como una evidencia de similitudes entre las faunas del Cretácico Superior de Asia central y el oeste de Norteamérica. Sin embargo, investigación posterior no ha seguido esta sugerencia, y A. lancicollis es la única especie actualmente reconocida de Azhdarcho.

## Paleoecología

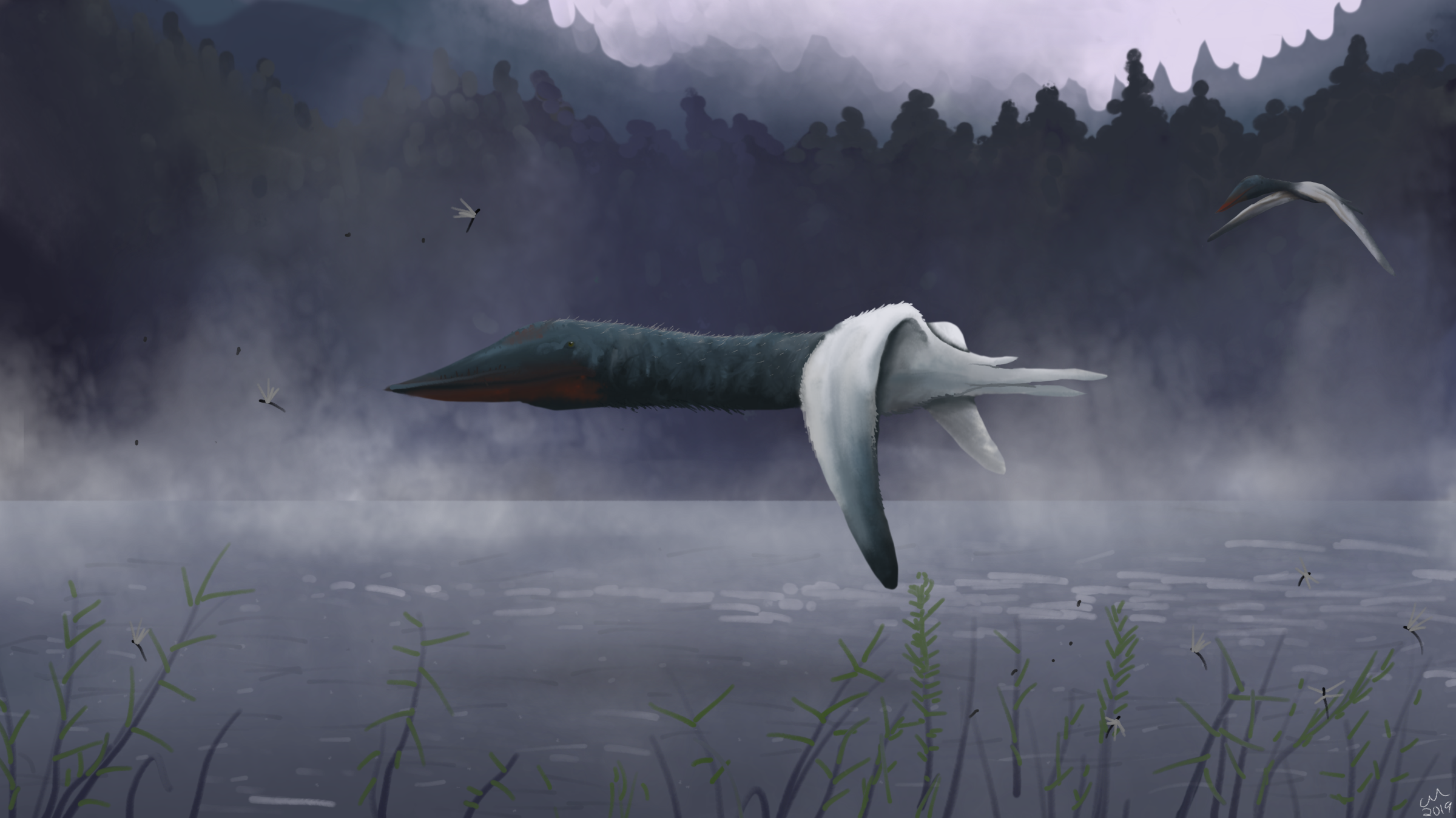
Una pareja de Azhdarcho volando sobre un lago para cazar.

En la descripción original de Azhdarcho, Nesov notó que debido a la forma en que se articulaban las vértebras, el pterosaurio pudo haber tenido una muy limitada flexibilidad en el cuello. Azhdarcho no podía rotar su cuello por completo, aunque podía flexionar su cuello verticalmente hasta cierto punto. Nesov sugirió que pterosaurios como Azhdarcho pueden haberse alimentado de manera similar al moderno picotijera, con sus largos cuellos permitiéndoles recoger presas de la superficie del agua y a poca profundidad sin necesidad de sumergirse. Sin embargo, la investigación reciente ha mostrado que rozar el agua de esa forma requiere más energía y adaptaciones anatómicas de los que previamente se había pensado, y que los grandes pterosaurios como Azhdarcho probablemente no eran capaces de pescar rozando. El cuello largo pudo también haberle permitido a los azdárquidos cazar comida en el agua o en el fondo mientras nadaba, o cazar vertebrados de corto vuelo en el aire, aunque Nesov también sugirió que el animal pudo haber necesitado de condiciones climáticas estables para poder volar bien, y sugirió que los hábitats que los azdárquidos necesitaban debían tener predominantemente vientos leves. Investigaciones posteriores han mostrado que los azdárquidos pueden haber tenido una existencia más terrestre similar a la de las modernas cigüeñas, alimentándose de pequeños animales que atrapaban en el suelo.